# Chris Wright (ingegnere)
Christopher Allen "Chris" Wright (Trotwood, 15 gennaio 1965) è un ingegnere, imprenditore e politico statunitense, segretario dell'energia nella seconda amministrazione Trump dal 3 febbraio 2025.

## Biografia
Wright è nato e cresciuto in Colorado. Dopo aver ottenuto una laurea in ingegneria meccanica presso il Massachusetts Institute of Technology ed un master in ingegneria elettrica all'Università di Berkeley.
Nel 1992 ha fondato la Pinnacle Technologies, una società coinvolta nella produzione commerciale di gas da argille tramite fratturazione idraulica e ne è stato amministratore delegato fino al 2006. È stato anche presidente di "Stroud Energy", un'altra società coinvolta nella produzione di gas di scisto, prima di vendere la società nel 2006. Nel 2011 ha fondato la "Liberty Energy". Secondo il Wall Street Journal, nel febbraio 2023, la società aveva un valore di 2,8 miliardi di dollari. In qualità di CEO di Liberty Energy, Wright ha guadagnato 5,6 milioni di dollari nel 2023.
Nel 2019 ha bevuto fluido di fratturazione per dimostrare che non era pericoloso e Liberty Energy ha promosso le sue "scelte più ecologiche" per gli additivi chimici. In un video pubblicato su LinkedIn nel gennaio 2023, ha affermato: "Non esiste una crisi climatica e non siamo nemmeno nel mezzo di una transizione energetica".
Nell'aprile 2024, ha testimoniato sulla norma sul cambiamento climatico della Securities and Exchange Commission del marzo 2024, che richiede la divulgazione delle emissioni di gas serra, dei rischi fisici per il cambiamento climatico e dei rischi di transizione. Ha definito illegale la norma "regolamento sul clima promulgato sotto il sigillo della Commissione", ha affermato che i rischi per le aziende associati a condizioni meteorologiche estreme stanno diminuendo e che milioni di vite sono state salvate riducendo le morti legate al freddo.
Wright è stato membro del consiglio di amministrazione di Oklo Inc., una società che progetta piccoli reattori a neutroni veloci, e di EMX Royalty, una società di pagamento di royalty per diritti minerari e diritti minerari.

### Segretario dell'Energia
Il 15 novembre 2024 viene nominato dal presidente eletto Donald Trump come nuovo segretario dell'energia all'interno del suo nuovo gabinetto e la cui nomina è stata approvata dal Senato il 3 febbraio 2025 con 59 sì e 38 no, entrando perciò in carica il giorno stesso.